# Малкин, Семён Давидович
Семён Давидович Малкин — российский учёный в области разработки комплексных тренажеров объектов с ядерными реакторами, лауреат Государственной премии СССР (1984).

## Биография
Родился 7 декабря 1936 г. в Одессе.
Окончил Ленинградский кораблестроительный институт (1960) по специальности ядерные энергетические установки. До 1963 г. работал в ЦНИИ им. академика А. Н. Крылова в Ленинграде.
С 1963 г. в филиале ИАЭ — Государственной испытательной станции (ГИС), которая с 1979 г. реорганизована в НИТИ им. А. П. Александрова с сохранением статуса филиала Курчатовского института.
С декабря 1966 г. зав. лабораторией динамики. Руководил созданием тренажёров, первым из которых стал моделирующий комплекс ЯЭУ «Диана-550» для АПЛ проекта 705, сданный в ноябре 1967 г.
Доктор технических наук, профессор. Автор около 180 научных трудов в области создания математических моделей сложных физических систем, разработки комплексных полномасштабных тренажеров объектов с ядерными реакторами, систем управления и защиты, автоматизации экспериментальных исследований.
Научные интересы: разработка новых способов управления и защиты ядерных объектов, персонала и населения при любых тяжелых авариях, включая диверсии.
С 1990-х гг. начальник отдела Института ядерных реакторов РНЦ КИ, председатель правления ЗАО «ИнтерДУМ Корп.» (1994-2016), генеральный директор СП «ИнтерПатент» (1992-1996).
Лауреат Государственной премии СССР 1984 г. в составе коллектива: Ю. В. Виноградов, А. И. Колесников, Ю. А. Морозов, С. Д. Малкин, В.А Свиридов, А.Х Хайрутдинов.
Награждён двумя орденами.
Семья: жена, двое детей.